# Programa Inglés Abre Puertas

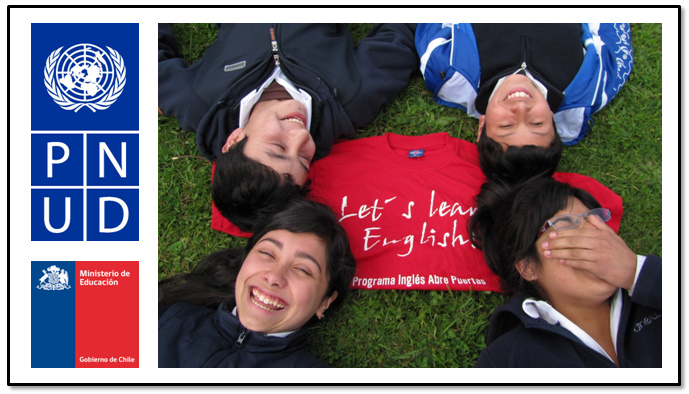
Programa Inglés Abre Puertas, desarrollado por la PNUD y el MINEDUC.

El Programa Inglés Abre Puertas  fue creado en el año 2004, durante la gestión del Ministro Sergio Bitar, con el objetivo de diseñar una política pública y establecer una liderazgo técnico para aumentar la disponibilidad, mejorar la calidad y hacer exigible en Chile la enseñanza del inglés como idioma extranjero (English as a Foreign Language - EFL). En el año 2006, de las 36 medidas impulsadas por el gobierno de la Presidenta Michelle Bachelet, dos estaban directamente relacionadas con el inglés. En este contexto, y apoyados por la entonces Ministra Mónica Jiménez, el sistema escolar chileno está experimentando cambios profundos con respecto a la enseñanza y aprendizaje del idioma inglés.

## Líneas de Acción
El Programa cuenta con tres principales líneas de acción:
1. Desarrollo Profesional docente para profesores de inglés como idioma extranjero.
2. Acciones directas en el sistema y los niños: Apoyo a escuelas y liceos a través del Centro Nacional de Voluntarios Angloparlantes; campamentos de verano e invierno en inglés (Summer and Winter Camps); competencias de oratoria en inglés (Public Speaking) y Torneos de Debate en inglés; Becas al extranjero.
3. Medición de niveles de aprendizaje y de logro en el sistema escolar subvencionado.

### Desarrollo Profesional Docente
Con el objetivo de mejorar el aprendizaje del idioma inglés de los estudiantes de Enseñanza Básica y Media, el Programa ha desarrollado distintas estrategias para proporcionar más oportunidades de desarrollo profesional a los docentes de inglés que se desempeñan en el sector público, de manera que puedan mejorar su dominio del idioma y sus prácticas pedagógicas. Estos incluyen:
- Cursos de inglés y metodología.
- Redes Pedagógicas Locales donde los profesores de inglés aprenden y comparten junto a sus pares
- Cursos presenciales y en línea para profesores de áreas rurales y aisladas de nuestro país, así como también para profesores de establecimientos técnico-profesionales.
- Talleres Comunales para desarrollar proyectos específicos
- English Summer Town y English Winter Retreat: seminarios anuales de inmersión total
- Becas para estudiar en el extranjero
- Seminarios de perfeccionamiento para profesores de inglés y encargados municipales
- Red de Mentores donde docentes con experiencia comparten sus conocimientos con docentes recién egresados.
- Incorporación de inglés en bono de Asignación por Excelencia Pedagógica (AEP), a los docentes de inglés que en su evaluación demuestran un desempeño de alta calidad.

### Acciones directas en el sistema y los niños

#### Centro Nacional de Voluntarios Angloparlantes
El Centro nacional de Voluntarios Angloparlantes creado por el MINEDUC y el Programa de las Naciones Unidas para el Desarrollo, busca extranjeros provenientes de distintos países y cuyo idioma natal es el inglés, que trabajen como voluntarios de tiempo completo o parcial para asistir al profesor de inglés en la sala de clases, motivando así a los alumnos a mejorar sus habilidades auditivas y orales en inglés.
Los profesores tienen una capacitación de una semana al llegar en Santiago, Chile con el equipo del Centro nacional de Voluntarios Angloparlantes y los otros voluntarios.

#### Campamentos de Inglés durante Verano e Invierno
Son campamentos de inmersión total que se organizan durante las vacaciones escolares de verano e invierno. Este enfoque innovador y dinámico está diseñado para ofrecerles a los estudiantes talentosos del ciclo de Enseñanza Media, una inigualable oportunidad para practicar el inglés en contextos reales a través de actividades interactivas tales como juegos de roles, excursiones, proyectos grupales y competencias. Más de 8.000 alumnos y alumnas participaron en estos campamentos entre 2008 y 2010[cita requerida]. El año 2011 los campamentos fueron realizados desde el 10 al 15 de enero en las localidades señaladas en la página del MINEDUC.

#### Torneos de Debate y Competencias dePublic Speaking
Cada año, el Programa Inglés Abre Puertas auspicia / patrocina torneos de debate para estudiantes de Enseñanza Media y competencias de Public Speaking para estudiantes de Enseñanza Básica. En ambos casos, los participantes deben preparar y ofrecer su presentación completamente en inglés, compitiendo a nivel local y regional para luego avanzar a las finales nacionales realizadas en la zona norte de Chile, Santiago, Chile, y la zona Sur de Chile. En 2008, el Colegio Santa Emilia de Antofagasta obtuvo el primer lugar en el torneo nacional final. Fernanda Gallardo del Colegio Ramón Barros Luco se llevó el premio principal en la competencia de Public Speaking.

#### Beca "Semestre en el Extranjero"
En 2006, la presidenta Michelle Bachelet anunció oficialmente una beca gubernamental para estudiantes universitarios que estuvieran cursando la carrera de Pedagogía en Inglés en universidades chilenas estatales o privadas debidamente acreditadas. Esta beca se encuentra actualmente incorporada dentro del nuevo Sistema Bicentenario BECAS CHILE cuyo objetivo principal es la creación de una política integral a largo plazo para el desarrollo de capital humano avanzado. La beca “Semestre en el Extranjero” permite a los estudiantes universitarios en su penúltimo y último año de la carrera  mejorar su dominio del idioma inglés y conocer una cultura extranjera de cerca. Es la única beca que el gobierno chileno otorga a los estudiantes de pre grado y su objetivo es colaborar en la formación inicial docente y de esta forma lograr profesionales de alta calidad que ayuden a mejorar la enseñanza y aprendizaje del inglés en las escuelas públicas del país. El destino en el extranjero debe ser un país donde el inglés es 
1. el idioma oficial, o
2. el segundo idioma oficial o
3. de uso frecuente como para garantizar que el becario o becaria cursará sus estudios en un ambiente de inmersión total.

Todos los postulantes a esta beca deben seguir un proceso de selección riguroso y que incluye rendir un examen de inglés como el TOEFL o IELTS.

### Medición de niveles de aprendizaje y de logro
La Prueba de Diagnóstico de Inglés encargada por el MINEDUC a la Universidad de Cambridge en 2004 mostró[cita requerida] que, de acuerdo a los estándares definidos por la Asociación de Examinadores de Idiomas en Europa (ALTE, Association of Language Testers of Europe), de los 11.000 alumnos de 8° básico y 4° medio participantes en la prueba, la mayoría de los escolares tenía un nivel elemental de inglés y sólo el 5% de los alumnos evaluados de 4° medio alcanzaba el nivel ALTE 2. Para el año 2013, todos los alumnos que egresen de 8° Básico deben certificar un nivel ALTE-1 (Básico), los egresados de 4° Medio deben certificar un nivel ALTE-2 y los profesores a lo menos ALTE-3.
Otro estudio[cita requerida] realizado por el Ministerio de Educación señala que, sin importar el tipo de dependencia de los colegios, la cantidad de horas de inglés o las características de los alumnos, ellos aprenden más cuando sus profesores realizan sus clases en inglés y desarrollan una variedad de actividades que involucran las cuatro habilidades del idioma: escuchar, leer, hablar y escribir.
El año 2010 se decidió medir el nivel de logro en los estudiantes, mediante un SIMCE de inglés. Los resultados fueron malos, ya que "sólo un 11 por ciento de los estudiantes logra comprender y entender frases cotidianas y textos breves en este idioma".

## Enseñanza de Chino Mandarín
Para los países que mantienen lazos comerciales con China, el uso del chino mandarín cobra cada día más importancia. El Tratado de Libre Comercio suscrito entre Chile y China ha permitido la creación de nexos entre universidades e instituciones educacionales para el intercambio y cooperación entre ambos países. Por ello, en 2005, dentro del marco de sus políticas educativas, el Mineduc desarrolló un programa que ofrece a los educadores la oportunidad de incorporar el chino mandarín a su currículum, el cual formalmente también es gestionado por el Programa Inglés Abre Puertas. A través de este programa innovador, docentes chinos se desempeñan en un establecimiento municipal o particular subvencionado durante un período de hasta dos años, enseñando el chino mandarín como lengua extranjera. Estos docentes también participan activamente en el desarrollo de distintas iniciativas tales como Diálogos en Chino Mandarín y Campamentos de Inmersión Total.